# Temoe
Temoe es un atolón del archipiélago de Gambier en la Polinesia Francesa. Está permanentemente deshabitado.

## Geografía
Temoe se encuentra a 54 km al sudeste de Mangareva. Constituye el atolón más oriental de la Polinesia Francesa. Tiene 6,8 km de longitud y 4,2 km de anchura máxima, con una superficie de tierra de 2,1 km² (dividida en unos veinte motus) y una laguna de 12 km² sin paso de comunicación con el Océano.

## Historia
La primera mención de este atolón por un europeo fue hecha por el navegante británico James Wilson el 24 de mayo de 1797 que lo llama Crescent Island.
Temoe no ha estado habitado permanentemente desde 1838, cuando los misioneros trasladaron a todos sus habitantes a Mangareva para evangelizarlos.